# Ras Sudr
Ras Sudr (arabe : رأس سدر) est une ville d'Égypte, sur la côte du Golfe de Suez dans le Sinaï, située à 60 km au sud du canal de Suez.